# Semmerling LM4
Die Semmerling LM4 ist die kompakteste mehrschüssige Waffe im Kaliber .45 ACP. Es handelt sich um eine fünfschüssige Mehrladepistole mit Spannabzug, die in erster Linie als verdeckt zu tragende Reservedienstwaffe gedacht ist.

## Konzept und Geschichte
Die Semmerling-Pistole stammt ursprünglich aus den 1980er-Jahren. Der Marktpreis betrug damals 750 US-$. Sie wurde zunächst für die US Army und Bundesbehörden der USA konstruiert.
Mit der LM4 sollte eine möglichst kompakte, leichte und leicht zu verbergende Handfeuerwaffe mit größtmöglicher Feuerkraft realisiert werden. Daher wählte man das große Kaliber .45 ACP wegen seiner bekannt hohen Mannstoppwirkung und entschied sich zugunsten eines geringen Gewichts und kompakter Abmessungen für ein manuelles Repetiersystem. Wenn man so will, ist dieses Konzept dem von Waffen wie der Kel-Tec P-32 genau entgegengesetzt, deren Konstrukteur auf ein kleineres Kaliber und Halbautomatik setzte.
Mit nur 33 Teilen (einschließlich der Schrauben) ist die Semmerling zugleich eine der einfachsten je konstruierten Pistolen. Ursprünglich wurde jedes Einzelteil bis auf die Federn aus HSS-Stahl hergestellt.
Jede einzelne Pistole wurde auf Bestellung von Hand angefertigt, weshalb durchschnittlich nur etwa zehn Exemplare pro Monat produziert wurden. Daher entstanden zunächst insgesamt nur etwa 600 Stück.
Eine äußerst strikte Qualitätssicherung gewährleistete ein Höchstmaß an Zuverlässigkeit und Funktionalität. Obgleich die Semmerling in erster Linie zum Nahkampf auf kurze Distanzen gedacht war, zeichnete sie sich nicht zuletzt aufgrund dieser hochwertigen Fertigung durch größte Präzision aus, so dass ein routinierter Schütze mit ihr auch auf größere Distanzen eine hervorragende Schussleistung erzielen kann.
Seit 1995 ist bei American Derringer auf Bestellung eine Neuauflage aus rostfreiem Edelstahl erhältlich.

## Oberflächen, Ausstattung, Zubehör
In der Urfassung wurde die Semmerling serienmäßig in Mattschwarz mit hochglanzpoliertem Schlitten geliefert. Wahlweise war sie vollständig brüniert und poliert oder hartverchromt erhältlich.

### Griffschalen
- Kunststoff
- Ebenholz
- Cocobolo
- „Thin kit“: dünne Stahlgriffschalen

### Zubehör
- Wahlweise zweistufiger Abzug
- Holster für Pistole
- Holster für Reserve-Magazin

## Funktion und Bedienung
Die Semmerling feuert bei starr verriegeltem Verschluss und produziert einen kräftigen Rückstoß. Der Laufmechanismus muss manuell nach vorn gedrückt werden, um die abgeschossene Hülse auszuwerfen, und dann wieder nach hinten gezogen werden, um die nächste Patrone zu laden. Dieser Repetiervorgang lässt sich einhändig per Daumen ausführen.
Die LM4 hat keine Sicherheitseinrichtungen.